# Diazén
A diazén, más néven diimin vagy diimid szervetlen vegyület, képlete HN=NH. Transz- és cisz- (E- és Z-) izomerje van. A Gyakran szerves diazénszármazékokat, például azobenzolt neveznek diazénnek.

## Szintézis
A hidrazin oxidációja hidrogén-peroxiddal levegőn diazént ad. Dietil-azodikarboxilát vagy azodikarbonamid hidrolízise is diazént ad::628
{\displaystyle {\ce {C2H5OC(O)NNC(O)OC2H5 ->HN=NH +2 CO2}}}
{\displaystyle {\ce {N2H4 + H2O2 -> N2H2 + 2H2O}}}
2008 óta 2,4,6-triizopropilbenzolszulfohidrazidból állítanak elő diazént.
Instabilitása miatt a diazént in situ hozzák létre és használják. A cisz- (Z-) és transz- (E-) izomerek keveréke keletkezik. Mindkét izomer instabil, és lassan egymásba alakulnak. A transz-izomer stabilabb, de a cisz-izomer reagál telítetlen szubsztrátokkal, így a kettő egyensúlya a cisz-izomer felé tolódik el a Le Chatelier-elv alapján. Egyes folyamatokban a cisz-transz izomerizációt katalizáló karbonsavakat adnak a rendszerhez. A diazén gyorsan bomlik. A stabilabb transz-izomer alacsony hőmérsékleten is gyorsan bomlik, elsősorban hidrazint és nitrogént adva::628–632
{\displaystyle {\ce {2 HN=NH ->H2NNH2 +N2}}}
E bomlás miatt a diazénes redukció általában nagy mennyiségű prekurzort igényel.

## Használata szerves szintézisekben
A diazén bizonyos szerves szintézisek hasznos reagense. Az alkéneket és alkineket szelektíven a fémkatalizált szin-H2-addícióhoz hasonlóan a szubsztrát egyik oldalára való hidrogénszállítással hidrogénezi. Az egyetlen melléktermék nitrogén. Bár ez nehézkes, diazén használatakor nincs szükség magas nyomásra vagy hidrogénre és fémkatalizátorokra, melyek drágák lehetnek. A hidrogénezés hattagú C2H2N2 átmeneti állapoton keresztül történik:

### Szelektivitás
A diazén előnyös, mivel szelektíven redukál alkéneket és alkineket, és számos, normál katalitikus hidrogénezéskor reagáló funkciós csoporttal nem reagál. Így például a peroxidokat, a halogénalkánokat és a tiolokat a diazén tolerálja, de a fémkatalizátorok ugyane csoportokat bontanák. A reagens elsősorban alkineket és feszült vagy nem gátolt alkéneket redukál a megfelelő alkénekre és alkánokra.

## Hasonló vegyületek
A kétszeres kationé (H–N+≡N+–H, diazindiium, diprotonált nitrogén) számítások szerint a legerősebb ismert kémiai kötés. Relatív kötéserősségi rendje (RBSO) 3,38. A FN+N+H (fluordiazindiium) és a FN+N+F (difluordiazindiium) kötései kevéssel gyengébbek.
Erős bázis jelenlétében a diazén deprotonálódik pernitridiont (N−
=N−) iont adva.

## Fordítás
Ez a szócikk részben vagy egészben  a   Diimide című angol Wikipédia-szócikk ezen változatának fordításán alapul.  Az eredeti cikk szerkesztőit annak laptörténete sorolja fel. Ez a jelzés csupán a megfogalmazás eredetét és a szerzői jogokat jelzi, nem szolgál a cikkben szereplő információk forrásmegjelöléseként.